# 루이스 이나시우 룰라 다 시우바
루이스 이나시우 룰라 다 시우바(브라질 포르투갈어: Luiz Inácio Lula da Silva, 문화어: 루이스 이나씨오 룰라 다 씰바, 1945년 10월 27일~)는 브라질의 제35대, 제39대 대통령이다. 2003년부터 2011년까지 총 8년의 임기를 마치고 퇴임하였으나 2023년부터 재임하기 시작하여 최초의 브라질 3선 대통령이 되었다.
가난한 집안에서 태어난 룰라는 가족과 함께 페르남부쿠에서 상파울루로 이주했다. 룰라는 금속노동자 및 노동조합 운동가로 일했으며, 자신의 이름 루이스의 단축형 이름인 룰라라는 별명을 얻었다. 극우 군사독재정권 시절 ABC 파울리스타에서 대규모 노동자 파업을 주도했으며, 1980년 노동자당 창당을 주도했다. 1985년 군사독재정권이 붕괴되면서 브라질 정부는 이듬해 총선이 열릴 것이라 선언되었고, 1986년, 룰라는 기록적인 득표율로 상파울루 주 연방 하원의원에 선출되었다. 1989년, 처음으로 브라질 대통령 선거에 출마하여 2차 투표에서 페르난두 콜로르 지 멜루에게 53-47%로 패했다. 룰라는 또한 1994년, 1998년에 두 차례 더 대통령 선거에 출마하여 1차 투표에서 페르난두 엔히키 카르도주에게 패했다. 2002년 브라질 대통령 선거에서는 2차 투표에서 조제 세하를 꺾고 승리하여 2003년 1월, 브라질의 대통령으로 취임했다. 2006년 브라질 대통령 선거에서는 2차 투표에서 제라우두 아우키민을 상대로 승리한 후 재선에 성공했다.
룰라 행정부는 보우사 파밀리아와 포미 제루와 같은 사회 프로그램 도입을 이정표로 삼았다. 두 번에 걸친 대통령 임기 동안 룰라는 브라질에서 사회 경제 변화를 가져온 일련의 개혁과 변화에 착수하여 브라질의 1인당 국내총생산은 3배로 증가하고 국가 신용 등급이 상승했다. 외교 정책에서는 이란의 핵 문제, 지구 온난화, 메르코수르, 브릭스와 관련된 활동을 포함하여 중요한 역할을 하였다. 룰라는 브라질 역사상 가장 인기 있는 정치인으로 평가 받았으며, 대통령으로서도 큰 인기를 누렸다. 룰라의 후계자 지우마 호세프는 2010년 브라질 대통령 선거에서 조제 세하를 물리쳤으며, 2014년 브라질 대통령 선거에서는 아에시우 네브스를 물리치고 재선에 성공했다.
룰라는 대통령 퇴임 이후에도 정치 현장에서 계속 활동했으며, 한동안 브라질과 해외에서 강의 활동을 했다. 2016년 3월, 지우마 호세프의 지시로 룰라는 수석장관에 임명되었지만, 브라질 대법원의 반발로 임명이 보류되었다. 2017년 7월, 브라질 연방 판사 세르지우 모루는 라바 자투 작전의 일환으로 룰라에게 부패 및 자금 세탁 혐의를 적용해 징역형 9년 6개월을 선고하였다. 2심에서 형이 확정되면서 형이 더 높아졌으며, 2018년 4월에는 체포되어 브라질 연방경찰에 인도되었다. 2019년 11월, 룰라는 브라질 연방대법원이 최종적이고 항소할 수 없는 결정에 따라서만 형 집행이 이루어져야 한다고 결정한 지 하루 만에 석방되었다. 2021년 3월, 브라질 연방대법원 (STF) 대법관 에드송 파친이 라바 자투에 대한 유죄 판결을 취소하기로 결정함에 따라 룰라의 정치 복권이 이루어졌다. 또한 2021년 3월, 브라질 연방대법원은 세르지우 모루 전 판사가 룰라에게 실형을 선고한 것은 편파적이었다고 판결하였다.

## 어린 시절

### 출생과 성장
룰라는 1945년 10월 27일 브라질 동북부 페르남부쿠주의 궁벽한 농촌 마을 카에치스(Caetes)에서 8남매 중 7번째로 태어났다. 본명은 루이스 이나시우 룰라 다 시우바로 사람들에게는 룰라라는 애칭으로 불렸다. 룰라의 가족은 이탈리아계 혈통을 가지고 있었으며, 모계에는 포르투갈계 혈통도 조금 섞여 있었다.
룰라의 아버지는 룰라가 태어나고 며칠 후 상파울루로 훌쩍 떠났다. 7년 후 룰라의 어머니와 자식들이 상파울루로 찾아갔을 때, 아버지는 이미 다른 여자와 살림을 차려 아이까지 본 상황이었다. 아버지는 첫 아내와 자식들을 본척 만척했고, 심지어는 룰라와 형제들을 학대하기까지 했다. 결국 견디다 못한 어머니와 룰라의 형제들은 그런 아버지와 의절을 하고 타 지역으로 떠났다. 이후 아버지는 알콜 중독으로 일찍 사망했다. 룰라의 아버지는 죽을때까지 여러 여자와 23명의 아이를 보았다고 한다.
룰라는 어려운 집안 형편 때문에 10세가 되어서야 학교에 들어갈 수 있었고, 그 때까지 문맹 상태였다. 집안 형편은 나아지지 않아 학교를 4학년 때 그만두어야 했었으므로, 초등학교 4학년의 학력이 배움의 전부이다. 그 후 그는 상파울루의 거리에서 행상과 구두닦이를 하며 돈을 벌다가 금속 공장에 들어갈 기회를 얻게 됐다. 그는 금속 공장에 다니면서 기술 학교에서 일을 배웠고, 18세 때는 금속을 깎아서 가공하는 기술인 선반 자격증도 취득했으나, 공장에서 사고를 당해 왼쪽 새끼 손가락을 잃었다.

### 노동운동에 뛰어들게 되다
산업 재해로 손가락을 잃은 것을 계기로 노동 운동에 관심을 갖게 됐다. 그는 공장에서 자신의 지위를 차츰 확보해 나가면서 어느 정도 생활의 여유를 갖게 됐고, 1968년에는 같은 공장에서 근무하던 여성과 결혼했다. 그러나 부인은 간염에 걸려 그 다음 해 뱃속의 아기와 함께 치료도 못 받고 죽었는데, 미리 아기 옷을 준비할 만큼 부인의 출산을 기다리던 룰라에게는 상처가 되는 일이었다. 부인의 병은 열악한 작업 환경에서 악화된 것으로 여겨졌고, 적절한 치료만 받았으면 충분히 나을 수 있는 것이었기에 룰라는 자신을 반스탈린주의자이자 민주사회주의자 라고 선언하고 노동 운동에 본격적으로 참여해, 노조의 활동가가 됐다. 룰라가 주도하던 반스탈린주의 노동조합은 노동자당이 되었다. 1974년 노동조합 활동을 하며 알게 된 여사무원 마리자 레티시아와 재혼했다.

## 노동조합에서의 활동

### 금속노조 위원장
1975년 브라질 금속노조 위원장에 당선되면서 10만명 이상의 노조원의 대표가 되었다. 룰라 평전인 《브라질의 선택 룰라》(박원복 옮김, 가산)에 의하면 룰라는 노동자들과 소통하는 노동운동가였다. 그는 금속노조 위원장으로 일하던 시기에 노동자들의 요구를 귀담아들었다. 항상 사무실을 열어두어 노동자들과 그 가족들의 이야기를 커피를 대접하면서 귀담아들었으며, 퇴직금 정산을 시작으로 노동자들의 권리를 위해 일했다. 당연히 노동자들은 룰라 위원장을 신뢰하였다. 1978년에는 브라질의 완성차 업체들에 소속된 금속노동자들이 브라질의 저임금 정책을 거부하고 사용자와의 단체교섭을 요구하는 파업투쟁을 전개하였다. 완성차 업체 금속노동자들의 투쟁은 전국적인 총파업투쟁으로 발전하였으며 1979년, 1980년에도 그러하였다. 노동자들의 이러한 권리의식은 신 노동조합운동 형성 및 브라질 노동자당창당 곧 노동자의 정치세력화로 발전하였다. 노동자당은 지주나 자본가가 주도하는 당시 브라질의 지방의회에서 주민 참여예산제를 주장하며 주목받았다. 이 무렵, 노동자당은 공통적으로 반스탈린주의를 주장하며, 이오시프 스탈린과 스탈린주의에 대해 비난하고 반공주의자 레흐 바웬사와 교류했다.

### 브라질 가톨릭 교회의 연대
룰라는 보수적이었던 브라질의 가톨릭 교회와 새로운 관계를 맺었다. 룰라는 해방신학과 거리가 멀었고 이 때문에 다른 국가의 교구에 비해 보수적인 브라질의 가톨릭 교구와 관계를 형성했다. 1970년대 말경 룰라의 노동조합에는 이미 많은 가톨릭 성직자들이 포함되어 있었고, 이들은 군사독재 정권에 의해 감금된 룰라의 석방과 사면을 요청했다. 군사독재 정권은 성직자들의 반발을 살 것을 우려해 룰라를 임시적으로 석방했다.

## 대통령 1차 (2003 ~ 2010)

### 2002년 대통령 선거
2002년 대통령 선거에서 대통령에 당선되기 이전까지 룰라는 민주사회주의 성향의 정치운동가였다. 선거 운동 중 루이스 이나시우 룰라 다 시우바는 브라질의 외채 상환을 그의 공약에서 포기하겠다고 했다. 그러한 선언은 세계경제에 거대한 파문효과를 준 아르헨티나 채무불이행 선언의 뒤를 잇는 브라질의 부분적인 채무 불이행 선언을 두려워한 자본가들을 자극했다. 하지만 실제로는 모범적으로 외채를 줄여감으로써 현실적인 외채정책을 실시하였으므로 이들의 걱정은 기우였다. 정치고문 두다 멘돈카의 조언을 따라 보다 미디어 친화적인 이미지를 추구한 룰라는 PSDB(브라질 사회민주당)의 후보자 조제 세하를 2002년 10월 27일 대통령 선거에서 물리치고 브라질의 35번째 대통령이 되었다.

### 1차 집권기

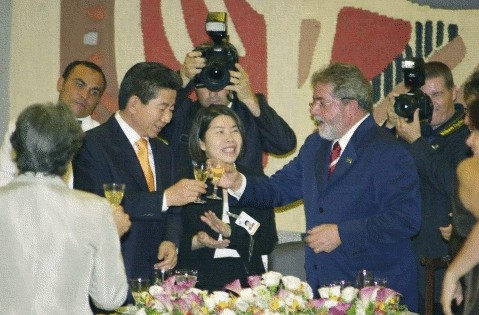
브라질을 방문한 대한민국의 노무현 대통령과 함께(2004년)

#### 제3의 길과 룰라주의
룰라는 대통령에 취임한 이후 자본주의라는 틀을 유지한 채 각종 개혁을 시도하겠다고 선언했다.과거 룰라 다 시우바는 민주사회주의를 지지했으나, 2002년 출범한 룰라의 1차 내각은 제3의 길을 적극 지지했다. 룰라 스스로는 노동자당의 중도파를 자처했으며, 군사독재정권 이후 내내 브라질의 경제 정책이었던 신자유주의 대신 룰라주의라는 새로운 개념을 제안했다. 1차 내각 시절 룰라는 공식적으로 제국주의에 반대하지 않았음에도 미국의 패권주의를 비판하며, 베네수엘라와 쿠바에 대한 봉쇄정책에 반대했다.

#### 정책 배경
룰라는 그가 선출된 이래 그의 공약 가운데 복지 프로그램을 최우선적으로 실시했다. 군부독재 정권 시기에 다국적 자본들이 경제원조한다는 구실로 외채를 빌려주어 브라질을 경제적으로 지배하는 외채문제, 소수의 지주들이 토지를 독점하여 대다수의 농민들이 무토지 농민인 심각한 빈부의 격차 등으로 인해 브라질 민중들이 가난으로 고통받고 있었기 때문이었다.

#### 복지정책과 보우사 파밀리아
페르난두 엔히키 카르도주 대통령에 의해 이미 시도된 바 있는, 기아근절 운동을 노동자당의 방식으로 접근하여 재해석하고 확대시켜 빈민지원정책인 포미제루 (브라질 포르투갈어: Fome Zero)를 시행했다. 이 정책은 브라질에서의 굶주림을 끝장내겠다는 목표를 가지고 다른 정책들과 함께 시행되었다. 브라질의 세라투(브라질 포르투갈어: Serato)에서 건조지역 물탱크 건설, 청소년 임신 반대 운동, 가족 농업 강화 운동, 빈민층에 대한 지원금과 같은 과거 캄피나스(브라질 포르투갈어: Campinas)의 조제 호베르투 마갈량이스 테이셰이라(브라질 포르투갈어: José Roberto Magalhaes Teixeira) 시장에 의해 처음으로 제안된 조건부 학습 지원 프로그램 보우사 이스콜라(브라질 포르투갈어: Bolsa Escola) 정책을 보우사 파밀리아라는 이름으로 확대하여 실시했다. 보우사 파밀리아는 브라질 역사상 시행된 정책중 가장 큰 규모의 정책이었다.

#### 환경정책
오래전부터 룰라는 아마존 열대우림의 보호와 벌목 규제를 주장했다. 2003년 룰라는 아마존에서 다단계에 벌목을 금지하는 법안에 서명했고 2004년부터 브라질의 아마존 벌목은 감소하기 시작했다. 1차 내각 시절 룰라는 지구온난화의 심각성을 주장했지만 석유를 비롯한 화석연료가 브라질 산업의 핵심이라 생각하여 화석연료 감축을 지지하지 않았다.

### 2차 집권기

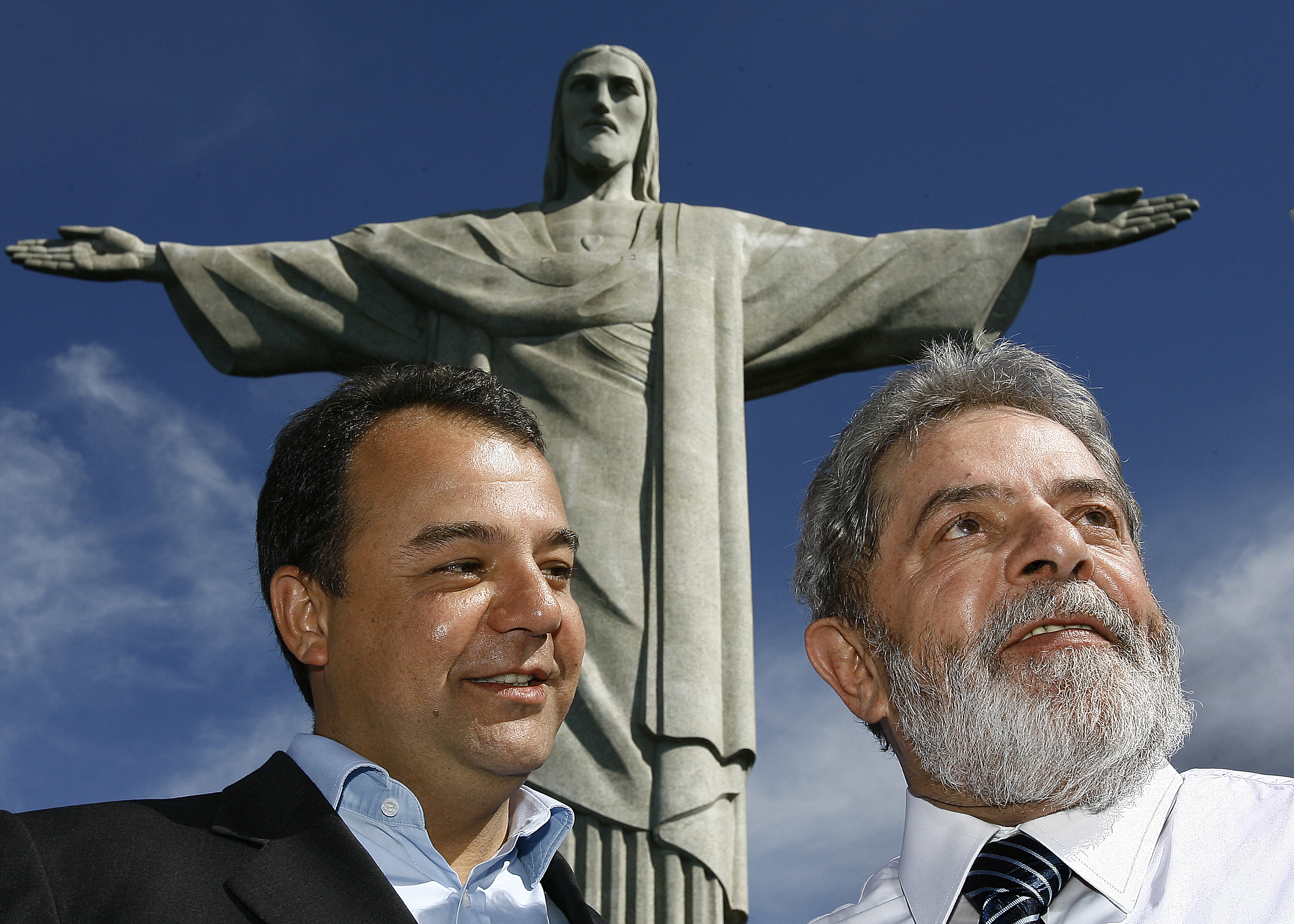
리우데자네이루 구세주 예수상 앞에서 리우데자네이루 주지사 세르지우 카브라우 필류와 함께(2007년)

2002년 브라질 대통령 선거에서 루이스 아나시우 룰라 다 시우바는 브라질 역사상 최초의 좌파 성향 대통령이자 국가 지도자였다. 그러나 룰라가 구성한 1차 내각에는 우익 인사들이 다량 포함되어 있었으며, 룰라는 이들의 내놓은 정책을 부분 발췌하여 시행하였다. 1차 내각은 룰라는 정치학자들에게 제3의 길로 평가되었다. 2007년 2차 내각을 구성한 이후 룰라는 우익에게서 벗어나 독자적인 정책인 룰라주의를 시행했다. 룰라는 1차 내각과는 달리 신자유주의에 반대하고 반제국주의를 지지하였다. 룰라 다 시우바는 공식적으로 반제국주의 지도자를 지지하였으며, 2007년에는 베네수엘라의 우고 차베스 대통령, 쿠바의 피델 카스트로 국가평의회 의장과 친구가 되었고, 2008년에는 볼리비아의 에보 모랄레스 대통령, 에콰도르의 라파엘 코레아 대통령과 친구가 되었다. 2010년 1월 5일 2차 룰라 내각은 베네수엘라, 볼리비아, 에콰도르, 쿠바와 함께 이스라엘을 규탄하고 단일 국가로써의 팔레스타인을 지지하는 국제 성명을 발표했다. 2010년 12월 29일 여론조사기관 센수스·이보페가 룰라의 퇴임을 앞두고 실시한 조사에 따르면, 룰라 대통령에 대한 브라질 사람들의 지지율은 87%였다. 상파울루주의 지지율은 95%를 넘었다.

## 부패 혐의
루이스 이나시우 룰라 다 시우바는 퇴임 이후, 라바 자투 작전에 휘말리면서 부패 혐의로 연방검찰에 기소되었다. 브라질 연방검찰은 2016년 12월 15일 룰라와 그 아들 루이스 클라우지우 등 4명을 부당한 영향력 행사와 돈세탁 등 부패 혐의로 기소했다. 룰라 전 대통령의 부인 마리자 레치시아와 대형 건설업체 오데브레시의 최고경영자를 지낸 마르셀루 오데브레시, 안토니우 팔루시 전 재무장관 등도 함께 기소됐다. 룰라는 스웨덴 다국적 기업 사브와 그리펜NG 전투기 구매 계약을 맺는 과정에 적극적으로 개입했다는 혐의로 기소되었다. 또 지우마 호세프 전 대통령 정부에 영향력을 행사해 자동차 업체들에 세제 혜택을 연장해줬다는 혐의도 받고 있다. 룰라는 또 M&M이라는 컨설팅 회사의 의뢰를 받아 두 건에 개입했고, M&M은 그 대가로 룰라의 아들 클라우지우가 운영하는 스포츠 마케팅 회사에 255만 헤알(약 8억8천만 원)을 전달했다. 또 룰라는 대통령직에서 퇴임하면서 국영에너지회사 페트로브라스에서 450억원을 받았다는 건설업자의 폭로도 나왔다.
한때 룰라가 2018년에 실시하는 브라질대통령선거에 출마할 가능성이 점쳐졌으나, 뇌물 수수 및 돈세탁 혐의로 1심에서 징역 9년 6개월 형을 선고받았고 2018년 1월 말 열린 2심 재판에서 12년 1개월 징역형을 선고받고 4월 7일 체포영장이 발부되고 교도소에 수감되어 대통령 선거 출마가 좌절되었다.

정치평론가들은 룰라가 수감된 동안 룰라에게 유죄 판결을 내린 세르지우 모루 연방 판사가 정치적으로 심각하게 편향된 인물임을 지적하며 룰라의 무죄를 주장했다. 2019년 자이르 보우소나루에 의해 세르지우 모루는 법무부장관으로 임명되었으나, 노동자당의 총선 승리를 막기 위해 재판 진행 과정을 검찰에 전달했다는 사실이 드러났다. 룰라는 그해 11월 8일에 석방되었고, 2021년 3월 브라질 대법원은 룰라의 혐의에 대해 모두 무죄를 선고했으며, 모루의 재판이 공정하지 못했다고 판결했다.

## 대통령 2차 (2023 ~ )
그러다가 2022년 대통령 선거에 출마를 선언했고, 부통령 후보로 제라우두 아우키민을 지명했다. 대선 개표 결과, 결선에서 현직인 자이르 보우소나루를 꺾고 13년만에 대통령에 복귀했다.
이후 2023년 1월 1일, 취임식을 울렸다.

## 같이 보기
- 보우사 파밀리아
- 룰라주의

## 역대 선거 결과
| 선거명      | 직책명          | 대수 | 정당     | 1차 득표율 | 1차 득표수   | 2차 득표율 | 2차 득표수   | 결과 | 당락 |
| ----------- | --------------- | ---- | -------- | ---------- | ------------ | ---------- | ------------ | ---- | ---- |
| 1986년 선거 | 상파울루주      | 27대 | 노동자당 | 6.88%      | 3,253,999표  |            |              | 1위  | 당선 |
| 1989년 선거 | 브라질의 대통령 | 32대 | 노동자당 | 17.18%     | 11,622,673표 | 46.97%     | 31,076,364표 | 2위  | 낙선 |
| 1994년 선거 | 브라질의 대통령 | 34대 | 노동자당 | 27.07%     | 17,122,127표 |            |              | 2위  | 낙선 |
| 1998년 선거 | 브라질의 대통령 | 34대 | 노동자당 | 31.71%     | 21,475,218표 |            |              | 2위  | 낙선 |
| 2002년 선거 | 브라질의 대통령 | 35대 | 노동자당 | 46.44%     | 39,454,692표 | 61.27%     | 52,793,364표 | 1위  |      |
| 2006년 선거 | 브라질의 대통령 | 35대 | 노동자당 | 48.61%     | 46,662,365표 | 60.83%     | 58,295,042표 | 1위  |      |
| 2022년 선거 | 브라질의 대통령 | 39대 | 노동자당 | 48.43%     | 57,259,405표 | 50.90%     | 60,345,999표 | 1위  |      |